# Recas (Toledo)
Recas este o comună în Spania, situată în provincia Toledo din comunitatea autonomă Castilia-La Mancha. Are o populație de 3.727 de locuitori.